# Japon aux Jeux olympiques d'été de 2012
Le Japon participe aux Jeux olympiques d'été de 2012 à Londres. Il s'agit de sa 21e participation aux Jeux olympiques d'été.

## Médaillés

### Médailles d'or
| Sport                  | Discipline                           | Athlète(s)          | Performance     | Date       |
| Médailles d'or : 7     |                                      |                     |                 |            |
| Boxe                   | Poids moyens hommes                  | Ryōta Murata        | 14 - 13         | 11 août    |
| Gymnastique artistique | Concours général individuel masculin | Kohei Uchimura      | 92 s 690        | 1er août   |
| Judo                   | Moins de 57 kg femmes                | Kaori Matsumoto     |                 | 30 juillet |
| Lutte                  | Moins de 48 kg femmes                | Hitomi Obara        | 0-4 / 1-0 / 2-0 | 8 août     |
| Lutte                  | Moins de 63 kg femmes                | Kaori Icho          | 3-0 / 2-0       | 8 août     |
| Lutte                  | Moins de 55 kg femmes                | Saori Yoshida       | 3-0 / 2-0       | 9 août     |
| Lutte                  | Moins de 66 kg hommes                | Tatsuhiro Yonemitsu | 1-0 / 3-1       | 12 août    |

### Médailles d'argent
| Sport                   | Discipline                          | Athlète(s) | Performance           | Date       |
| Médailles d'argent : 14 |                                     | |                       |            |
| Badminton               | Double dames                        | Mizuki Fujii Reika Kakiiwa | 10-21 / 23-25         | 4 août     |
| Escrime                 | Fleuret masculin par équipes        | Suguru Awaji Kenta Chida Ryo Miyake Yuki Ota | 39 - 45               | 3 août     |
| Football                | Tournoi féminin                     | Kozue Ando Miho Fukumoto Mana Iwabuchi Azusa Iwashimizu Ayumi Kaihori Nahomi Kawasumi Yukari Kinga Saki Kumagai Karina Maruyama Aya Miyama Shinobu Ohno Yūki Ōgimi Aya Sameshima Mizuho Sakaguchi Homare Sawa Megumi Takase Asuna Tanaka Kyoko Yano | 1 - 2                 | 9 août     |
| Gymnastique artistique  | Concours général par équipes hommes | Ryohei Kato Kazuhito Tanaka Yusuke Tanaka Kōhei Uchimura Koji Yamamuro | 271,952               | 30 juillet |
| Gymnastique artistique  | Sol hommes                          | Kōhei Uchimura | 15,800                | 5 août     |
| Haltérophilie           | Moins de 48 kg femmes               | Hiromi Miyake | 197 kg                | 28 juillet |
| Judo                    | Moins de 60 kg hommes               | Hiroaki Hiraoka |                       | 28 juillet |
| Judo                    | Moins de 73 kg hommes               | Riki Nakaya |                       | 30 juillet |
| Judo                    | Plus de 78 kg femmes                | Mika Sugimoto |                       | 3 août     |
| Natation                | 200 m dos hommes                    | Ryōsuke Irie | 1 min 53 s 78         | 2 août     |
| Natation                | 200 m brasse femmes                 | Satomi Suzuki | 2 min 20 s 70         | 2 août     |
| Natation                | Relais 4 × 100 m 4 nages hommes     | Takuro Fujii Ryosuke Irie Kosuke Kitajima Takeshi Matsuda | 3 min 31 s 26         | 4 août     |
| Tennis de table         | Par équipes femmes                  | Ai Fukuhara Kasumi Ishikawa Sayaka Hirano | 0-3                   | 7 août     |
| Tir à l'arc             | Individuel hommes                   | Takaharu Furukawa | 0-2 / 0-2 / 1-1 / 0-2 | 3 août     |

### Médailles de bronze
| Sport                    | Discipline                      | Athlète(s) | Performance         | Date       |
| Médailles de bronze : 17 |                                 | |                     |            |
| Athlétisme               | Lancer du marteau hommes        | Koji Murofushi | 78,71 m             | 5 août     |
| Boxe                     | Poids coqs hommes               | Satoshi Shimizu | 11 - 20             | 10 août    |
| Judo                     | Moins de 66 kg hommes           | Masashi Ebinuma | ippon               | 29 juillet |
| Judo                     | Moins de 63 kg femmes           | Yoshie Ueno | waza-ari            | 31 juillet |
| Judo                     | Moins de 90 kg hommes           | Masashi Nishiyama | yuko                | 1er août   |
| Lutte                    | Moins de 60 kg hommes           | Ryutaro Matsumoto | 1-2 / 3-1 / 3-0     | 6 août     |
| Lutte                    | Moins de 55 kg hommes           | Shinichi Yumoto | 1-1 / 1-1           | 10 août    |
| Natation                 | 400 m 4 nages hommes            | Kosuke Hagino | 4 min 08 s 94 (RAs) | 28 juillet |
| Natation                 | 100 m dos hommes                | Ryosuke Irie | 52 s 97             | 30 juillet |
| Natation                 | 100 m brasse femmes             | Satomi Suzuki | 1 min 06 s 46       | 30 juillet |
| Natation                 | 100 m dos femmes                | Aya Terakawa | 58 s 83 (RAs)       | 30 juillet |
| Natation                 | 200 m papillon hommes           | Takeshi Matsuda | 1 min 53 s 21       | 31 juillet |
| Natation                 | 200 m brasse hommes             | Ryo Tateishi | 2 min 08 s 29       | 1er août   |
| Natation                 | 200 m papillon femmes           | Natsumi Hoshi | 2 min 05 s 48       | 1er août   |
| Natation                 | Relais 4 × 100 m 4 nages femmes | Yuka Kato Satomi Suzuki Aya Terakawa Haruka Ueda |                     | 4 août     |
| Tir à l'arc              | Par équipes femmes              | Kaori Kawanaka Ren Hayakawa Miki Kanie | 209 - 207           | 29 juillet |
| Volley-ball              | Tournoi féminin                 | Hitomi Nakamichi Yoshie Takeshita Mai Yamaguchi Erika Araki Kaori Inoue Maiko Kano Yuko Sano Ai Otomo Risa Shinnabe Saori Sakoda Yukiko Ebata Saori Kimura Masayoshi Manabe (entraineur) Kiyoshi Abo (entraineur adjoint) | 3 - 0               | 11 août    |

## Athlétisme
Hommes
Courses
| Athlète                                                                 | Épreuve          | Séries         | Séries | Quarts de finale | Quarts de finale | Demi-finales | Demi-finales | Finale               | Finale |
| Athlète                                                                 | Épreuve          | Résultat       | Rang   | Résultat         | Rang             | Résultat     | Rang         | Résultat             | Rang   |
| ----------------------------------------------------------------------- | ---------------- | -------------- | ------ | ---------------- | ---------------- | ------------ | ------------ | -------------------- | ------ |
| Masashi Eriguchi                                                        | 100 m            | exempt         | exempt | 10 s 30          | 32e              | -            | -            | -                    | -      |
| Isamu Fujisawa                                                          | 20 km marche     | NC             | NC     | NC               | NC               | NC           | NC           | 1 h 21 min 48 s      | 18e    |
| Arata Fujiwara                                                          | Marathon         | NC             | NC     | NC               | NC               | NC           | NC           | 2 h 19 min 11 s      | 45e    |
| Shōta Iizuka                                                            | 200 m            | 20 s 81        | 36e    | NC               | NC               | -            | -            | -                    | -      |
| Yuzo Kanemaru                                                           | 400 m            | 46 s 01        | 28e    | NC               | NC               | -            | -            | -                    | -      |
| Takayuki Kishimoto                                                      | 400 m haies      | DSQ            | -      | NC               | NC               | -            | -            | -                    | -      |
| Kōichirō Morioka                                                        | 50 km marche     | NC             | NC     | NC               | NC               | NC           | NC           | 3 h 43 min 14 s (PB) | 10e    |
| Kentaro Nakamoto                                                        | Marathon         | NC             | NC     | NC               | NC               | NC           | NC           | 2 h 11 min 16 s      | 6e     |
| Akihiko Nakamura                                                        | 400 m haies      | DSQ            | -      | NC               | NC               | -            | -            | -                    | -      |
| Takumi Saitō                                                            | 20 km marche     | NC             | NC     | NC               | NC               | NC           | NC           | 1 h 22 min 43 s      | 25e    |
| Yuki Sato                                                               | 5 000 m          | 13 min 38 s 22 | 27e    | NC               | NC               | NC           | NC           | -                    | -      |
| Yuki Sato                                                               | 10 000 m         | NC             | NC     | NC               | NC               | NC           | NC           | 28 min 44 s 06       | 22e    |
| Yūsuke Suzuki                                                           | 20 km marche     | NC             | NC     | NC               | NC               | NC           | NC           | 1 h 23 min 53 s (SB) | 36e    |
| Shinji Takahira                                                         | 200 m            | 20 s 57        | 15e    | NC               | NC               | 20 s 77      | 19e          | -                    | -      |
| Kei Takase                                                              | 200 m            | 20 s 72        | 30e    | NC               | NC               | 20 s 70      | 18e          | -                    | -      |
| Takayuki Tanii                                                          | 50 km marche     | NC             | NC     | NC               | NC               | NC           | NC           | DNF                  | -      |
| Tetsuya Tateno                                                          | 400 m haies      | 49 s 95        | 25e    | NC               | NC               | -            | -            | -                    | -      |
| Ryota Yamagata                                                          | 100 m            | exempt         | exempt | 10 s 07 (PB)     | 7e               | 10 s 10      | 14e          | -                    | -      |
| Ryo Yamamoto                                                            | Marathon         | NC             | NC     | NC               | NC               | NC           | NC           | 2 h 18 min 34 s      | 40e    |
| Yuki Yamazaki                                                           | 50 km marche     | NC             | NC     | NC               | NC               | NC           | NC           | DSQ                  | -      |
| Masato Yokota                                                           | 800 m            | 1 min 48 s 48  | 37e    | NC               | NC               | -            | -            | -                    | -      |
| Masashi Eriguchi Shota Izuka Takumi Kuki Shinji Takahira Ryota Yamagata | Relais 4 × 100 m | 38 s 07 (SB)   | 4e     | NC               | NC               | NC           | NC           | 38 s 35              | 5e     |
| Yoshihiro Azuma Yuzo Kanemaru Hiroyuki Nakano Kei Takase                | Relais 4 × 400 m | 3 min 03 s 86  | 12e    | NC               | NC               | NC           | NC           | -                    | -      |

Concours
| Athlète           | Épreuve           | Qualification | Qualification | Finale       | Finale                              |
| Athlète           | Épreuve           | Distance      | Rang          | Distance     | Rang                                |
| ----------------- | ----------------- | ------------- | ------------- | ------------ | ----------------------------------- |
| Genki Dean        | Lancer du javelot | 82 s 07       | 7e            | 79 s 95      | 10e                                 |
| Yukifumi Murakami | Lancer du javelot | 77 s 80       | 24e           | –            | –                                   |
| Koji Murofushi    | Lancer du marteau | 78 s 48 (SB)  | 2e            | 78 s 71 (SB) | Médaille de bronze, Jeux olympiques |
| Seito Yamamoto    | Saut à la perche  | NM            | -             | -            | -                                   |

Combinés – Décathlon
| Athlète        | Épreuve  | 100 m   | SL     | LP      | SH     | 400 m   | 110 H   | LD      | SP     | LJ      | 1 500 m       | Total | Rang |
| -------------- | -------- | ------- | ------ | ------- | ------ | ------- | ------- | ------- | ------ | ------- | ------------- | ----- | ---- |
| Keisuke Ushiro | Résultat | 11 s 32 | 6 s 86 | 13 s 59 | 1 s 99 | 50 s 78 | 15 s 47 | 46 s 66 | 4 s 90 | 66 s 38 | 4 min 39 s 33 | 7842  | 20e  |
| Keisuke Ushiro | Points   | 791     | 781    | 703     | 794    | 779     | 794     | 801     | 880    | 834     | 685           | 7842  | 20e  |

Femmes
Courses
| Athlète                                                               | Épreuve          | Séries              | Séries  | Quarts de finale | Quarts de finale | Demi-finales | Demi-finales | Finale               | Finale |
| Athlète                                                               | Épreuve          | Résultat            | Rang    | Résultat         | Rang             | Résultat     | Rang         | Résultat             | Rang   |
| --------------------------------------------------------------------- | ---------------- | ------------------- | ------- | ---------------- | ---------------- | ------------ | ------------ | -------------------- | ------ |
| Masumi Fuchise                                                        | 20 km marche     | NC                  | NC      | NC               | NC               | NC           | NC           | 1 h 28 min 41 s (SB) | 11e    |
| Kayoko Fukushi                                                        | 5 000 m          | 15 min 09 s 31 (SB) | 17e     | NC               | NC               | NC           | NC           | -                    | -      |
| Kayoko Fukushi                                                        | 10 000 m         | NC                  | NC      | NC               | NC               | NC           | NC           | 31 min 10 s 35 (SB)  | 10e    |
| Chisato Fukushima                                                     | 100 m            | exempte             | exempte | 11 s 41          | 32e              | -            | -            | -                    | -      |
| Chisato Fukushima                                                     | 200 m            | 24 s 14             | 48e     | NC               | NC               | -            | -            | -                    | -      |
| Mayumi Kawasaki                                                       | 20 km marche     | NC                  | NC      | NC               | NC               | NC           | NC           | 1 h 30 min 20 s (SB) | 18e    |
| Ayako Kimura                                                          | 100 m haies      | 13 s 75             | 37e     | NC               | NC               | -            | -            | -                    | -      |
| Ryoko Kizaki                                                          | Marathon         | NC                  | NC      | NC               | NC               | NC           | NC           | 2 h 27 min 16 s      | 16e    |
| Satomi Kubokura                                                       | 400 m haies      | 55 s 85 (SB)        | 19e     | NC               | NC               | 56 s 25      | 20e          | -                    | -      |
| Hitomi Niiya                                                          | 5 000 m          | 15 min 10 s 20 (PB) | 18e     | NC               | NC               | NC           | NC           | -                    | -      |
| Hitomi Niiya                                                          | 10 000 m         | NC                  | NC      | NC               | NC               | NC           | NC           | 30 min 59 s 19 (PB)  | 9e     |
| Kumi Otoshi                                                           | 20 km marche     | NC                  | NC      | NC               | NC               | NC           | NC           | 1 h 33 min 50 s      | 37e    |
| Yoshimi Ozaki                                                         | Marathon         | NC                  | NC      | NC               | NC               | NC           | NC           | 2 h 27 min 43 s      | 19e    |
| Risa Shigetomo                                                        | Marathon         | NC                  | NC      | NC               | NC               | NC           | NC           | 2 h 40 min 06 s      | 79e    |
| Mika Yoshikawa                                                        | 5 000 m          | 15 min 16 s 77 (PB) | 23e     | NC               | NC               | NC           | NC           | -                    | -      |
| Mika Yoshikawa                                                        | 10 000 m         | NC                  | NC      | NC               | NC               | NC           | NC           | 31 min 47 s 67       | 16e    |
| Anna Doi Chisato Fukushima Kana Ichikawa Yumeka Sano Momoko Takahashi | Relais 4 × 100 m | 44 s 25             | 15e     | NC               | NC               | NC           | NC           | -                    | -      |

Concours
| Athlète      | Épreuve           | Qualification | Qualification | Finale   | Finale |
| Athlète      | Épreuve           | Distance      | Rang          | Distance | Rang   |
| ------------ | ----------------- | ------------- | ------------- | -------- | ------ |
| Tomomi Abiko | Saut à la perche  | 4 s 25        | 19e           | -        | -      |
| Yuki Ebihara | Lancer du javelot | 59 s 25       | 16e           | –        | –      |

## Aviron
Hommes
| Athlète                      | Compétition                 | Séries | Séries | Repêchage | Repêchage | Quarts de finale | Quarts de finale | Demi-finales | Demi-finales | Finales | Finales |
| Athlète                      | Compétition                 | Temps  | Rang   | Temps     | Rang      | Temps            | Rang             | Temps        | Rang         | Temps   | Rang    |
| ---------------------------- | --------------------------- | ------ | ------ | --------- | --------- | ---------------- | ---------------- | ------------ | ------------ | ------- | ------- |
| Daisaku Takeda Kazushige Ura | Deux de couple poids légers |        |        |           |           | NC               | NC               |              |              |         |         |

Femmes
| Athlète                       | Compétition                 | Séries | Séries | Repêchage | Repêchage | Quarts de finale | Quarts de finale | Demi-finales | Demi-finales | Finales | Finales |
| Athlète                       | Compétition                 | Temps  | Rang   | Temps     | Rang      | Temps            | Rang             | Temps        | Rang         | Temps   | Rang    |
| ----------------------------- | --------------------------- | ------ | ------ | --------- | --------- | ---------------- | ---------------- | ------------ | ------------ | ------- | ------- |
| Haruna Sakakibara             | Skiff                       |        |        |           |           |                  |                  |              |              |         |         |
| Atsumi Fukumoto Akiko Iwamoto | Deux de couple poids légers |        |        |           |           | NC               | NC               |              |              |         |         |

## Badminton
| Athlète                      | Compétition      | Phase de groupe                                                                   | Phase de groupe                                                     | Phase de groupe                                                                   | Phase de groupe | 8e de finale                                   | Quarts de finale                                                           | Demi-finales                                                          | Finale                                                       | Finale                             |
| Athlète                      | Compétition      | Adversaire Score                                                                  | Adversaire Score                                                    | Adversaire Score                                                                  | Rang            | Adversaire Score                               | Adversaire Score                                                           | Adversaire Score                                                      | Adversaire Score                                             | Rang                               |
| ---------------------------- | ---------------- | --------------------------------------------------------------------------------- | ------------------------------------------------------------------- | --------------------------------------------------------------------------------- | --------------- | ---------------------------------------------- | -------------------------------------------------------------------------- | --------------------------------------------------------------------- | ------------------------------------------------------------ | ---------------------------------- |
| Sho Sasaki                   | Simple messieurs | Bat Virgil Soeroredjo (SUR) 2-0 (21-12, 21-7)                                     | NC                                                                  | NC                                                                                | 1er             | Bat Kevin Cordón (GUA) 2-0 (23-21, 21-10)      | Battu par Lin Dan (CHN) 1-2 (12-21, 21-16, 16-21)                          | -                                                                     | -                                                            | -                                  |
| Kenichi Tago                 | Simple messieurs | Battu par Niluka Karunaratne (SRI) 0-2 (18-21, 16-21)                             | NC                                                                  | NC                                                                                | 2e              | -                                              | -                                                                          | -                                                                     | -                                                            | -                                  |
| Naoki Kawamae Shōji Satō     | Double messieurs | Battus par Koo Kien Keat / Tan Boon Heong (MAS) 0-2 (12-21, 14-21)                | Battus par Jung Jae-sung / Lee Yong-dae (KOR) 0-2 (16-21, 15-21)    | Battent Howard Bach / Tony Gunawan (USA) 2-0 (21-15, 21-15)                       | 3e              | NC                                             | -                                                                          | -                                                                     | -                                                            | -                                  |
| Sayaka Sato                  | Simple dames     | Bat Maja Tvrdy (SLO) 2-0 (22-20, 21-18)                                           | Bat Susan Egelstaff (GBR) 2-1 (18-21, 21-16, 21-12)                 | NC                                                                                | 1re             | Battue par Tine Baun (DEN) 0-1 ab. (15-14 ab.) | -                                                                          | -                                                                     | -                                                            | -                                  |
| Mizuki Fujii Reika Kakiiwa   | Double dames     | Battent Jwala Gutta / Ashwini Ponnappa (IND) 2-0 (21-16, 21-18)                   | Battent Shinta Mulia Sari / Yao Lei (SIN) 2-1 (16-21, 21-10, 21-19) | Battues par Cheng Wen-hsing / Chien Yu-chin (TPE) 0-2 (19-21, 11-21)              | 2e              | NC                                             | Battent Christinna Pedersen / Kamilla Rytter Juhl (DEN) 2-0 (22-20, 21-10) | Battent Alexandra Bruce / Michelle Li (CAN) 2-1 (21-12, 19-21, 21-13) | Battues par Tian Qing / Zhao Yunlei (CHN) 0-2 (10-21, 23-25) | Médaille d'argent, Jeux olympiques |
| Miyuki Maeda Satoko Suetsuna | Double dames     | Battent Christinna Pedersen / Kamilla Rytter Juhl (DEN) 2-1 (18-21, 21-14, 21-17) | Battues par Tian Qing / Zhao Yunlei (CHN) 0-2 (16-21, 17-21)        | Battent Poon Lok Yan / Tse Ying Suet (HKG) 2-0 (21-15, 21-19)                     | 3e              | NC                                             | -                                                                          | -                                                                     | -                                                            | -                                  |
| Shintaro Ikeda Reiko Shiota  | Double mixte     | Battus par Robert Mateusiak / Nadieżda Kostiuczyk (POL) 0-2 (18-21, 20-22)        | Battent Toby Ng / Grace Gao (CAN) 2-1 (21-10, 11-21, 21-15)         | Battus par Joachim Fischer Nielsen / Christinna Pedersen (DEN) 0-2 (11-21, 10-21) | 3e              | NC                                             | -                                                                          | -                                                                     | -                                                            | -                                  |

## Cyclisme

### Cyclisme sur route
En cyclisme sur route, le Japon a qualifié deux hommes, dont un participe à la course en ligne et au contre-la-montre, et une femme, qui ne participe qu'à la course en ligne.
hommes
| Athlète         | Compétition             | Temps           | Rang |
| --------------- | ----------------------- | --------------- | ---- |
| Yukiya Arashiro | Course en ligne hommes  | 5 h 46 min 37 s | 48e  |
| Fumiyuki Beppu  | Course en ligne hommes  | 5 h 46 min 05 s | 22e  |
| Fumiyuki Beppu  | Contre-la-montre hommes | 55 min 40 s 64  | 24e  |

femmes
| Athlète         | Compétition            | Temps | Rang |
| --------------- | ---------------------- | ----- | ---- |
| Mayuko Hagiwara | Course en ligne femmes | DNF   | -    |

### Cyclisme sur piste
Vitesse
| Athlète                                          | Compétition                 | Qualification | Séries                   | Quarts de finale         | Demi-finales             | Finale                   | Finale |
| Athlète                                          | Compétition                 | Temps Vitesse | Adversaire Temps Vitesse | Adversaire Temps Vitesse | Adversaire Temps Vitesse | Adversaire Temps Vitesse | Rang   |
| ------------------------------------------------ | --------------------------- | ------------- | ------------------------ | ------------------------ | ------------------------ | ------------------------ | ------ |
| Seiichiro Nakagawa                               | Vitesse individuelle hommes |               |                          |                          |                          |                          |        |
| Seiichiro Nakagawa Yudai Nitta Kazunari Watanabe | Vitesse par équipes hommes  |               | NC                       |                          | NC                       |                          |        |
| Kayono Maeda                                     | Vitesse individuelle femmes |               |                          |                          |                          |                          |        |

Keirin
| Athlète           | Compétition   | 1er tour | Repêchage | 2e tour | Finale |
| Athlète           | Compétition   | Rang     | Rang      | Rang    | Rang   |
| ----------------- | ------------- | -------- | --------- | ------- | ------ |
| Kazunari Watanabe | Keirin hommes |          |           |         |        |

### VTT
| Athlète        | Compétition              | Temps | Rang |
| -------------- | ------------------------ | ----- | ---- |
| Kohei Yamamoto | Cross-country VTT hommes |       |      |
| Rie Katayama   | Cross-country VTT femmes |       |      |

## Équitation

### Concours complet
| Athlète                                                                  | Cheval             | Compétition | Dressage  | Dressage | Cross-country | Cross-country | Saut d'obstacles | Saut d'obstacles | Saut d'obstacles | Saut d'obstacles | Total     | Total |
| Athlète                                                                  | Cheval             | Compétition | Dressage  | Dressage | Cross-country | Cross-country | Qualification    | Qualification    | Finale           | Finale           | Total     | Total |
| Athlète                                                                  | Cheval             | Compétition | Pénalités | Rang     | Pénalités     | Rang          | Pénalités        | Rang             | Pénalités        | Rang             | Pénalités | Rang  |
| ------------------------------------------------------------------------ | ------------------ | ----------- | --------- | -------- | ------------- | ------------- | ---------------- | ---------------- | ---------------- | ---------------- | --------- | ----- |
| Atsushi Negishi                                                          | Pretty Darling     | Individuel  |           |          |               |               |                  |                  |                  |                  |           |       |
| Yoshiaki Oiwa                                                            | Noonday de Conde   | Individuel  |           |          |               |               |                  |                  |                  |                  |           |       |
| Kenki Sato                                                               | Chippieh           | Individuel  |           |          |               |               |                  |                  |                  |                  |           |       |
| Toshiyuki Tanaka                                                         | Marquis De Plescop | Individuel  |           |          |               |               |                  |                  |                  |                  |           |       |
| Takayuki Yumira                                                          | Latina             | Individuel  |           |          |               |               |                  |                  |                  |                  |           |       |
| Nozomi Nakano Jun Negishi Yoshiaki Oiwa Toshiyuki Tanaka Takayuki Yumira | Voir ci-dessus     | Par équipes |           |          |               |               | NC               | NC               |                  |                  |           |       |

### Dressage
| Athlète         | Cheval  | Compétition | 1er tour | 1er tour | 2e tour | 2e tour | 2e tour     | 2e tour | Finale | Finale | Finale      | Finale |
| Athlète         | Cheval  | Compétition | Score    | Rang     | Score   | Rang    | Score total | Rang    | Score  | Rang   | Score total | Rang   |
| --------------- | ------- | ----------- | -------- | -------- | ------- | ------- | ----------- | ------- | ------ | ------ | ----------- | ------ |
| Hiroshi Hoketsu | Whisper | Individuel  |          |          |         |         |             |         |        |        |             |        |

### Saut d'obstacles
| Athlète        | Cheval  | Compétition | Qualification | Qualification | Qualification | Qualification | Qualification | Qualification | Qualification | Qualification | Finale    | Finale   | Finale    | Finale   | Finale   | Total     | Total |
| Athlète        | Cheval  | Compétition | 1er tour      | 1er tour      | 2e tour       | 2e tour       | 2e tour       | 3e tour       | 3e tour       | 3e tour       | Finale A  | Finale A | Finale B  | Finale B | Finale B | Total     | Total |
| Athlète        | Cheval  | Compétition | Pénalités     | Rang          | Pénalités     | Total         | Rang          | Pénalités     | Total         | Rang          | Pénalités | Rang     | Pénalités | Total    | Rang     | Pénalités | Rang  |
| -------------- | ------- | ----------- | ------------- | ------------- | ------------- | ------------- | ------------- | ------------- | ------------- | ------------- | --------- | -------- | --------- | -------- | -------- | --------- | ----- |
| Taizo Sugitani | Avenzio | Individuel  |               |               |               |               |               |               |               |               |           |          |           |          |          |           |       |
| Reiko Takeda   | Ari     | Individuel  |               |               |               |               |               |               |               |               |           |          |           |          |          |           |       |

## Escrime
Hommes
| Athlète                                      | Compétition         | 1/32 de finale   | 1/16 de finale                | 1/8 de finale              | Quarts de finale | Demi-finales     | Finale           | Finale                             |   |
| Athlète                                      | Compétition         | Adversaire Score | Adversaire Score              | Adversaire Score           | Adversaire Score | Adversaire Score | Adversaire Score | Rang                               |   |
| -------------------------------------------- | ------------------- | ---------------- | ----------------------------- | -------------------------- | ---------------- | ---------------- | ---------------- | ---------------------------------- | - |
| Kenta Chida                                  | Fleuret individuel  | exempt           | Victor Sintès (FRA) 11-15     | -                          | -                | -                | -                | -                                  | - |
| Ryo Miyake                                   | Fleuret individuel  | exempt           | Andrea Baldini 6-15           | -                          | -                | -                | -                | -                                  | - |
| Yūki Ōta                                     | Fleuret individuel  | exempt           | Benjamin Kleibrink (GER) 15-8 | Andrea Cassarà (ITA) 14-15 | -                | -                | -                | -                                  | - |
| Suguru Awaji Kenta Chida Ryo Miyake Yūki Ōta | Fleuret par équipes | NC               | NC                            | NC                         | Chine 45-30      | Allemagne 41-40  | Italie 39-45     | Médaille d'argent, Jeux olympiques |   |

Femmes
| Athlète                                                   | Compétition         | 1/32 de finale           | 1/16 de finale                | 1/8 de finale                 | Quarts de finale              | Demi-finales     | Match pour la médaille de bronze Matchs de classement 5-8 | Match pour la médaille de bronze Matchs de classement 5-8 | Finale           | Finale |
| Athlète                                                   | Compétition         | Adversaire Score         | Adversaire Score              | Adversaire Score              | Adversaire Score              | Adversaire Score | Adversaire Score                                          | Rang                                                      | Adversaire Score | Rang   |
| --------------------------------------------------------- | ------------------- | ------------------------ | ----------------------------- | ----------------------------- | ----------------------------- | ---------------- | --------------------------------------------------------- | --------------------------------------------------------- | ---------------- | ------ |
| Nozomi Nakano                                             | Épée individuelle   | exempte                  | Rossella Fiamingo (ITA) 11-15 | -                             | -                             | -                | -                                                         | -                                                         | -                | -      |
| Kanae Ikehata                                             | Fleuret individuel  | exempte                  | Sylwia Gruchała (POL) 9-8     | Ysaora Thibus (FRA) 15-11     | Nam Hyun-hee (KOR) 6-15       | -                | -                                                         | -                                                         | -                | -      |
| Shiho Nishioka                                            | Fleuret individuel  | Lin Po Heung (HKG) 13-10 | Valentina Vezzali (ITA) 8-14  | -                             | -                             | -                | -                                                         | -                                                         | -                | -      |
| Chieko Sugawara                                           | Fleuret individuel  | exempte                  | Jeon Hee-sook (KOR) 15-13     | Corinne Maîtrejean (FRA) 15-9 | Elisa Di Francisca (ITA) 9-15 | -                | -                                                         | -                                                         | -                | -      |
| Kyomi Hirata Kanae Ikehata Shiho Nishioka Chieko Sugawara | Fleuret par équipes | NC                       | NC                            | NC                            | Russie 17-45                  | -                | États-Unis 22-44 Grande-Bretagne 30-21                    | 7e                                                        | -                | -      |
| Seira Nakayama                                            | Sabre individuel    | NC                       | Léonore Perrus (FRA) 15-12    | Mariel Zagunis (USA) 9-15     | -                             | -                | -                                                         | -                                                         | -                | -      |

## Football

### Tournoi masculin
Classement
| Rang | Équipe   | Pts | J | G | N | P | Bp | Bc | Diff |
| ---- | -------- | --- | - | - | - | - | -- | -- | ---- |
| 1    | Japon    | 7   | 3 | 2 | 1 | 0 | 2  | 0  | +2   |
| 2    | Honduras | 5   | 3 | 1 | 2 | 0 | 3  | 2  | +1   |
| 3    | Maroc    | 2   | 3 | 0 | 2 | 1 | 2  | 3  | -1   |
| 4    | Espagne  | 1   | 3 | 0 | 1 | 2 | 0  | 2  | -2   |

|  | Qualifié pour le deuxième tour de la compétition.                                                                  |
|  | Pts points ; G victoires ; N match nuls ; P défaites Bp buts marqués ; Bc buts encaissés ; Diff différence de buts |

| 26 juillet 2012 | Espagne         | 0 - 1   | Japon    | Hampden Park, Glasgow   |                         |
| 14 h 45 CEST    | I. Martínez 41e | (0 - 1) | Otsu 34e | Arbitrage : Mark Geiger | Arbitrage : Mark Geiger |
| 14 h 45 CEST    | Rapport         |         |          | Arbitrage : Mark Geiger | Arbitrage : Mark Geiger |

| 29 juillet 2012 | Japon     | 1-0   | Maroc | St James' Park, Newcastle                          |                                                    |
| 17 h 00 CEST    | Nagai 84e | (0-0) |       | Spectateurs : 24 936 Arbitrage : Svein Oddvar Moen | Spectateurs : 24 936 Arbitrage : Svein Oddvar Moen |
| 17 h 00 CEST    | Rapport   |       |       | Spectateurs : 24 936 Arbitrage : Svein Oddvar Moen | Spectateurs : 24 936 Arbitrage : Svein Oddvar Moen |

| 1er août 2012 | Japon   | 0-0   | Honduras | City of Coventry Stadium, Coventry           |                                              |
| 17 h 00 CEST  |         | (0-0) |          | Spectateurs : 25 862 Arbitrage : Slim Jedidi | Spectateurs : 25 862 Arbitrage : Slim Jedidi |
| 17 h 00 CEST  | Rapport |       |          | Spectateurs : 25 862 Arbitrage : Slim Jedidi | Spectateurs : 25 862 Arbitrage : Slim Jedidi |

Quart de finale
| 4 août 2012 | Japon                              | 3 - 0   | Égypte   | Old Trafford, Manchester                     |                                              |
| 12h00 CEST  | Nagai 14e · Yoshida 78e · Otsu 83e | (1 - 0) | Saad 41e | Spectateurs : 70 772 Arbitrage : Mark Geiger | Spectateurs : 70 772 Arbitrage : Mark Geiger |
| 12h00 CEST  | Rapport                            |         |          | Spectateurs : 70 772 Arbitrage : Mark Geiger | Spectateurs : 70 772 Arbitrage : Mark Geiger |

Demi-finale
| 7 août 2012 | Mexique                                 | 3 - 1   | Japon    | Wembley Stadium, Londres                         |                                                  |
| 17h00 CEST  | Fabián 31e · Peralta 65e · Cortés 90+3e | (1 - 1) | Otsu 12e | Spectateurs : 82 372 Arbitrage : Gianluca Rocchi | Spectateurs : 82 372 Arbitrage : Gianluca Rocchi |
| 17h00 CEST  | Rapport                                 |         |          | Spectateurs : 82 372 Arbitrage : Gianluca Rocchi | Spectateurs : 82 372 Arbitrage : Gianluca Rocchi |

Petite finale
| 10 août 2012 | Japon   | 0 - 2   | Corée du Sud       | Millennium Stadium, Cardiff                      |                                                  |
| 19h45 CEST   |         | (0 - 1) | Park 38e · Koo 57e | Spectateurs : 56 393 Arbitrage : Ravshan Irmatov | Spectateurs : 56 393 Arbitrage : Ravshan Irmatov |
| 19h45 CEST   | Rapport |         |                    | Spectateurs : 56 393 Arbitrage : Ravshan Irmatov | Spectateurs : 56 393 Arbitrage : Ravshan Irmatov |

### Tournoi féminin
Classement
| Rang | Équipe         | Pts | J | G | N | P | Bp | Bc | Diff |
| ---- | -------------- | --- | - | - | - | - | -- | -- | ---- |
| 1    | Suède          | 5   | 3 | 1 | 2 | 0 | 6  | 3  | +3   |
| 2    | Japon          | 5   | 3 | 1 | 2 | 0 | 2  | 1  | +1   |
| 3    | Canada         | 4   | 3 | 1 | 1 | 1 | 6  | 4  | +2   |
| 4    | Afrique du Sud | 1   | 3 | 0 | 1 | 2 | 1  | 7  | -6   |

|  | Qualifié pour le deuxième tour de la compétition.                                                                  |
|  | Pts points ; G victoires ; N match nuls ; P défaites Bp buts marqués ; Bc buts encaissés ; Diff différence de buts |

Matchs
| 25 juillet 2012 | Japon                                | 2-1   | Canada               | Stade de la ville de Coventry, Coventry |                             |
| 17h00 CEST      | 33e Nahomi Kawasumi · 44e Aya Miyama | (2-0) | 55e Melissa Tancredi | Arbitrage : Kirsi Heikkinen             | Arbitrage : Kirsi Heikkinen |
| 17h00 CEST      | Rapport                              |       |                      | Arbitrage : Kirsi Heikkinen             | Arbitrage : Kirsi Heikkinen |

| 28 juillet 2012 | Japon   | 0-0   | Suède | Stade de la ville de Coventry, Coventry             |                                                     |
| 12h00 CEST      |         | (0-0) |       | Spectateurs : 14 160 Arbitrage : Quetzalli Alvarado | Spectateurs : 14 160 Arbitrage : Quetzalli Alvarado |
| 12h00 CEST      | Rapport |       |       | Spectateurs : 14 160 Arbitrage : Quetzalli Alvarado | Spectateurs : 14 160 Arbitrage : Quetzalli Alvarado |

| 31 juillet 2012 | Japon   | 0-0   | Afrique du Sud | Millennium, Cardiff                           |                                               |
| 14h30 CEST      |         | (0-0) |                | Spectateurs : 24 202 Arbitrage : Thalia Mitsi | Spectateurs : 24 202 Arbitrage : Thalia Mitsi |
| 14h30 CEST      | Rapport |       |                | Spectateurs : 24 202 Arbitrage : Thalia Mitsi | Spectateurs : 24 202 Arbitrage : Thalia Mitsi |

Quart de finale
| 3 août 2012 | Brésil  | 0-2   | Japon                             | Millennium, Cardiff                              |                                                  |
| 17h00 CEST  |         | (0-1) | 27e Yūki Ōgimi · 73e Shinobu Ohno | Spectateurs : 28 528 Arbitrage : Kirsi Heikkinen | Spectateurs : 28 528 Arbitrage : Kirsi Heikkinen |
| 17h00 CEST  | Rapport |       |                                   | Spectateurs : 28 528 Arbitrage : Kirsi Heikkinen | Spectateurs : 28 528 Arbitrage : Kirsi Heikkinen |

Demi-finale
| 6 août 2012 | France                | 1-2   | Japon                                 | Wembley, Londres                                    |                                                     |
| 17h00 CEST  | Eugénie Le Sommer 76e | (0-1) | Yuki Ogimi 32e · Mizuho Sakaguchi 49e | Spectateurs : 61 482 Arbitrage : Quetzalli Alvarado | Spectateurs : 61 482 Arbitrage : Quetzalli Alvarado |
| 17h00 CEST  | Rapport               |       |                                       | Spectateurs : 61 482 Arbitrage : Quetzalli Alvarado | Spectateurs : 61 482 Arbitrage : Quetzalli Alvarado |

Finale
| 9 août 2012 | États-Unis                       | 2-1   | Japon          | Wembley, Londres                                   |                                                    |
| 19h45 CEST  | Carli Lloyd 8e · Carli Lloyd 54e | (1-0) | Yuki Ogimi 63e | Spectateurs : 80 203 Arbitrage : Bibiana Steinhaus | Spectateurs : 80 203 Arbitrage : Bibiana Steinhaus |
| 19h45 CEST  | Rapport                          |       |                | Spectateurs : 80 203 Arbitrage : Bibiana Steinhaus | Spectateurs : 80 203 Arbitrage : Bibiana Steinhaus |

## Gymnastique

### Artistique
Hommes
| Athlète                                                                 | Compétition | Appareils | Appareils | Appareils | Appareils | Appareils  | Appareils | Qualification | Qualification | Appareils | Appareils | Appareils | Appareils | Appareils | Appareils | Finale  | Finale                             |
| Athlète                                                                 | Compétition | S         | CA        | A         | SC        | BP         | BF        | Total         | Rang          | S         | CA        | A         | SC        | BP        | BF        | Total   | Rang                               |
| ----------------------------------------------------------------------- | ----------- | --------- | --------- | --------- | --------- | ---------- | --------- | ------------- | ------------- | --------- | --------- | --------- | --------- | --------- | --------- | ------- | ---------------------------------- |
| Ryohei Kato                                                             | Individuel  |           |           |           |           |            |           |               |               |           |           |           |           |           |           |         |                                    |
| Kazuhito Tanaka                                                         | Individuel  |           |           |           |           |            |           |               |               |           |           |           |           |           |           |         |                                    |
| Yusuke Tanaka                                                           | Individuel  |           |           |           |           |            |           |               |               |           |           |           |           |           |           |         |                                    |
| Kohei Uchimura                                                          | Individuel  |           |           |           |           |            |           |               |               |           |           |           |           |           |           |         |                                    |
| Koshi Yamamuro                                                          | Individuel  |           |           |           |           |            |           |               |               |           |           |           |           |           |           |         |                                    |
| Ryohei Kato Kazuhito Tanaka Yusuke Tanaka Kohei Uchimura Koshi Yamamuro | Par équipes | 45,632 3e | 41,199 9e | 45,099 6e | 47,683 7e | 47,124 1er | 43,766 8e | 270,503       | 5e            | 44,733 6e | 42,365 5e | 45,699 2e | 45,974 7e | 46,282 2e | 46,899 2e | 271,952 | Médaille d'argent, Jeux olympiques |

Femmes
| Athlète                                                        | Compétition | Appareils | Appareils | Appareils | Appareils | Qualification | Qualification | Appareils | Appareils | Appareils | Appareils | Finale | Finale |
| Athlète                                                        | Compétition | S         | SC        | BA        | P         | Total         | Rang          | S         | SC        | BA        | P         | Total  | Rang   |
| -------------------------------------------------------------- | ----------- | --------- | --------- | --------- | --------- | ------------- | ------------- | --------- | --------- | --------- | --------- | ------ | ------ |
| Yu Minobe                                                      | Individuel  |           |           |           |           |               |               |           |           |           |           |        |        |
| Yuko Shintake                                                  | Individuel  |           |           |           |           |               |               |           |           |           |           |        |        |
| Rie Tanaka                                                     | Individuel  |           |           |           |           |               |               |           |           |           |           |        |        |
| Asuka Teramoto                                                 | Individuel  |           |           |           |           |               |               |           |           |           |           |        |        |
| Koko Tsurumi                                                   | Individuel  |           |           |           |           |               |               |           |           |           |           |        |        |
| Yu Minobe Yuko Shintake Rie Tanaka Asuka Teramoto Koko Tsurumi | Par équipes |           |           |           |           |               |               |           |           |           |           |        |        |

### Rythmique
| Athlète                                                                                 | Compétition | Qualification | Qualification       | Qualification | Qualification | Finale    | Finale              | Finale | Finale |
| Athlète                                                                                 | Compétition | 5 ballons     | 3 rubans 2 cerceaux | Total         | Rang          | 5 ballons | 3 rubans 2 cerceaux | Total  | Rang   |
| --------------------------------------------------------------------------------------- | ----------- | ------------- | ------------------- | ------------- | ------------- | --------- | ------------------- | ------ | ------ |
| Natsuki Fukase Airi Hatakeyama Rie Matsubara Rina Miura Nina Saeed-Yokota Kotono Tanaka | Par équipes |               |                     |               |               |           |                     |        |        |

### Trampoline
| Athlète         | Compétition | Séries | Séries | Finale | Finale |
| Athlète         | Compétition | Score  | Rang   | Score  | Rang   |
| --------------- | ----------- | ------ | ------ | ------ | ------ |
| Masaki Ito      | Hommes      |        |        |        |        |
| Yasuhiro Ueyama | Hommes      |        |        |        |        |
| Ayano Kishi     | Femmes      |        |        |        |        |

## Hockey sur gazon
- L'équipe du Japon féminine de hockey sur gazon s'est qualifiée pour les jeux

Matchs de poule
| Pays                | Équipes             | Score               | Équipes             | Pays                |
| Dimanche 29 juillet | Dimanche 29 juillet | Dimanche 29 juillet | Dimanche 29 juillet | Dimanche 29 juillet |
| ------------------- | ------------------- | ------------------- | ------------------- | ------------------- |
|                     | Royaume-Uni         | 4 – 0               | Japon               |                     |
| Mardi 31 juillet    |                     |                     |                     |                     |
|                     | Pays-Bas            | 3 - 2               | Japon               |                     |
| Jeudi 2 août        |                     |                     |                     |                     |
|                     | Corée du Sud        | 1 – 0               | Japon               |                     |
| Samedi 4 août       |                     |                     |                     |                     |
|                     | Japon               | 1 - 1               | Belgique            |                     |
| Lundi 6 août        |                     |                     |                     |                     |
|                     | Japon               | 1 - 0               | Chine               |                     |

Classement
| Rang | Équipe       | Pts | J | V | N | P | BP | BC | Diff |
| ---- | ------------ | --- | - | - | - | - | -- | -- | ---- |
| 1    | Pays-Bas     | 15  | 5 | 5 | 0 | 0 | 12 | 5  | +7   |
| 2    | Royaume-Uni  | 9   | 5 | 3 | 0 | 2 | 14 | 7  | +7   |
| 3    | Chine        | 7   | 5 | 2 | 1 | 2 | 6  | 3  | +3   |
| 4    | Corée du Sud | 3   | 5 | 2 | 0 | 3 | 9  | 13 | -4   |
| 5    | Japon        | 4   | 5 | 1 | 1 | 3 | 4  | 9  | -5   |
| 6    | Belgique     | 2   | 5 | 0 | 2 | 3 | 2  | 10 | -8   |

|  | Qualifié pour les quarts de finale                                                                                                 |
|  | Dispute les matchs de classements                                                                                                  |
|  | Pts : Points gagnés • J Joués • V : Victoires • N : Matchs nuls • P : Perdus BP : Buts pour • BC : Buts contre • Diff : Différence |

Matchs de classement
| 9e et 10e places         | Japon | 2 - 1   | Afrique du Sud | Riverbank Arena, Londres |  |
| 8 août 2012 11 h 00 WEST |       | (0 – 1) |                |                          |  |

## Judo
Hommes
| Athlète           | Compétition     | 1/32 de finale      | 1/16 de finale                   | 1/8 de finale                      | Quarts de finale               | Demi-finales                          | Repêchage 1                       | Repêchage 2                       | Finale                         | Finale                             |
| Athlète           | Compétition     | Adversaire Résultat | Adversaire Résultat              | Adversaire Résultat                | Adversaire Résultat            | Adversaire Résultat                   | Adversaire Résultat               | Adversaire Résultat               | Adversaire Résultat            | Rang                               |
| ----------------- | --------------- | ------------------- | -------------------------------- | ---------------------------------- | ------------------------------ | ------------------------------------- | --------------------------------- | --------------------------------- | ------------------------------ | ---------------------------------- |
| Hiroaki Hiraoka   | Moins de 60 kg  | exempt              | Ashley McKenzie (GBR) 0111/0000  | Artiom Arshanski (ISR) 0012/0000   | Sofiane Milous (FRA) 0012/0010 | Elio Verde (ITA) 0110/0000            | -                                 | -                                 | Arsen Galstyan (RUS) 0000/1000 | Médaille d'argent, Jeux olympiques |
| Masashi Ebinuma   | Moins de 66 kg  | exempt              | Sasha Mehmedovic (CAN) 1110/0000 | Sergey Lim (KAZ) 0100/0001         | Cho Jun-ho (KOR) 0001/0001     | Lasha Shavdatuashvili (GEO) 0000/1000 | -                                 | Pawel Zagrodnik (POL) · 1100/0011 | -                              | -                                  |
| Riki Nakaya       | Moins de 73 kg  | exempt              | Kyle Maxwell (BAR) 1000/0001     | Josef Palelashvili (ISR) 1010/0000 | Rasul Boqiev (TJK) 0011/0002   | Dex Elmont (NED) 0000/0001            | -                                 | -                                 | Mansur Isaev (RUS) 0001/0011   | Médaille d'argent, Jeux olympiques |
| Takahiro Nakai    | Moins de 81 kg  | exempt              | Boas Munyonga (ZAM) 0100/0000    | Sergiu Toma (MDA) 0101/0003        | Ole Bischof (GER) 0000/1010    | -                                     | Leandro Guilheiro (BRA) 0011/0002 | Ivan Nifontov (RUS) 0000/0201     | -                              | -                                  |
| Masashi Nishiyama | Moins de 90 kg  | NC                  | Chingiz Mamedov (KGZ) 0011/0000  | Timur Bolat (KAZ) 0001/0000        | Song Dae-nam (KOR) 0101/0111   | -                                     | Dilshod Choriev (UZB) 0012/0012   | Kirill Denisov (RUS) · 0000/0001  | -                              | -                                  |
| Takamasa Anai     | Moins de 100 kg | NC                  | James Austin (GBR) 0101/0003     | Lukáš Krpálek (CZE) 0000/1001      | -                              | -                                     | -                                 | -                                 | -                              | -                                  |
| Daiki Kamikawa    | Plus de 100 kg  | NC                  | Darrel Castillo (GUA) 0100/0000  | Ihar Makarau (BLR) 0001/0011       | -                              | -                                     | -                                 | -                                 | -                              | -                                  |

Femmes
| Athlète          | Compétition    | 1/16 de finale                   | 1/8 de finale                     | Quarts de finale                       | Demi-finales                            | Repêchage 1                            | Repêchage 2                             | Finale                       | Finale                             |
| Athlète          | Compétition    | Adversaire Résultat              | Adversaire Résultat               | Adversaire Résultat                    | Adversaire Résultat                     | Adversaire Résultat                    | Adversaire Résultat                     | Adversaire Résultat          | Rang                               |
| ---------------- | -------------- | -------------------------------- | --------------------------------- | -------------------------------------- | --------------------------------------- | -------------------------------------- | --------------------------------------- | ---------------------------- | ---------------------------------- |
| Tomoko Fukumi    | Moins de 48 kg | Oiana Blanco (ESP) 0100/0001     | Kelly Edwards (GBR) 0020/0000     | Paula Pareto (ARG) 0010/0002           | Alina Alexandra Dumitru (ROU) 0001/0101 | -                                      | Éva Csernoviczki (HUN) 0001/1001        | -                            | -                                  |
| Misato Nakamura  | Moins de 52 kg | exempte                          | An Kum-Ae (PRK) 0002/0102         | -                                      | -                                       | -                                      | -                                       | -                            | -                                  |
| Kaori Matsumoto  | Moins de 57 kg | Vesna Dzukic (SLO) 0110/0002     | Kifayat Gasimova (AZE) 0100/0000  | Giulia Quintavalle (ITA) 0100/0001     | Automne Pavia (FRA) 0010/0000           | -                                      | -                                       | Corina Căprioriu 1000/0000   | Médaille d'or, Jeux olympiques     |
| Yoshie Ueno      | Moins de 63 kg | Garima Chaudhary (IND) 1000/0000 | Marijana Mišković (CRO) 0010/0000 | Joung Da-Woon (KOR) 0002/0020          | -                                       | Elisabeth Willeboordse (NED) 0010/0000 | Munkhzaya Tsedevsuren (MGL) · 0010/0002 | -                            | -                                  |
| Haruka Tachimoto | Moins de 70 kg | exempte                          | Onix Cortés (CUB) 0000/0001       | Chen Fei (CHN) 0002/0002               | -                                       | Edith Bosch (NED) 0011/0011            | -                                       | -                            | -                                  |
| Akari Ogata      | Moins de 78 kg | Jeong Gyeong-Mi (KOR) 0010/0002  | Marhinde Verkerk (NED) 0020/0110  | -                                      | -                                       | -                                      | -                                       | -                            | -                                  |
| Mika Sugimoto    | Plus de 78 kg  | exempte                          | Giovanna Blanco (VEN) 0100/0000   | Maria Suellen Altheman (BRA) 0100/0000 | Karina Bryant (GBR) 0011/0002           | -                                      | -                                       | Idalys Ortiz (CUB) 0001/0000 | Médaille d'argent, Jeux olympiques |

## Natation

### Natation sportive
| Athlète                                                   | Épreuve              | Séries             | Séries | Demi-finales  | Demi-finales | Finale             | Finale                              |
| Athlète                                                   | Épreuve              | Temps              | Rang   | Temps         | Rang         | Temps              | Rang                                |
| --------------------------------------------------------- | -------------------- | ------------------ | ------ | ------------- | ------------ | ------------------ | ----------------------------------- |
| Takuro Fujii                                              | 100 m papillon       | 52 s 49            | 21e    | -             | -            | -                  | -                                   |
| Kosuke Hagino                                             | 200 m 4 nages        | 1 min 58 s 22      | 3e     | 1 min 57 s 95 | 5e           | 1 min 57 s 35      | 5e                                  |
| Kosuke Hagino                                             | 400 m 4 nages        | 4 min 10 s 01 (RA) | 1er    | NC            | NC           | 4 min 08 s 94 (RA) | Médaille de bronze, Jeux olympiques |
| Yuya Horihata                                             | 400 m 4 nages        | 4 min 13 s 09      | 7e     | NC            | NC           | 4 min 13 s 30      | 6e                                  |
| Ryosuke Irie                                              | 100 m dos            | 53 s 56            | 5e     | 53 s 29       | 4e           | 52 s 97            | Médaille de bronze, Jeux olympiques |
| Ryosuke Irie                                              | 200 m dos            | 1 min 56 s 81      | 4e     | 1 min 55 s 68 | 4e           | 1 min 53 s 78      | Médaille d'argent, Jeux olympiques  |
| Kazuya Kaneda                                             | 200 m papillon       | 1 min 55 s 70      | 7e     | 1 min 55 s 56 | 10e          | -                  | -                                   |
| Kosuke Kitajima                                           | 100 m brasse         | 59 s 63            | 2e     | 59 s 69       | 6e           | 59 s 79            | 5e                                  |
| Kosuke Kitajima                                           | 200 m brasse         | 2 min 09 s 43      | 5e     | 2 min 09 s 03 | 5e           | 2 min 08 s 35      | 4e                                  |
| Takeshi Matsuda                                           | 100 m papillon       | 52 s 36            | 16e    | -             | -            | -                  | -                                   |
| Takeshi Matsuda                                           | 200 m papillon       | 1 min 55 s 81      | 8e     | 1 min 54 s 25 | 1er          | 1 min 53 s 21      | Médaille de bronze, Jeux olympiques |
| Ken Takakuwa                                              | 200 m 4 nages        | 1 min 58 s 82      | 9e     | 1 min 58 s 31 | 6e           | 1 min 58 s 53      | 6e                                  |
| Ryo Tateishi                                              | 100 m brasse         | 59 s 86            | 8e     | 59 s 93       | 10e          | -                  | -                                   |
| Ryo Tateishi                                              | 200 m brasse         | 2 min 09 s 37      | 4e     | 2 min 09 s 13 | 7e           | 2 min 08 s 29      | Médaille de bronze, Jeux olympiques |
| Kazuki Watanabe                                           | 200 m dos            | 1 min 58 s 17      | 13e    | 1 min 56 s 81 | 6e           | 1 min 57 s 03      | 6e                                  |
| Yuya Horihata Chiaki Ishibashi Yuki Kobori Sho Sotodate   | 4 × 200 m nage libre | 7 min 11 s 74      | 9e     | NC            | NC           | -                  | -                                   |
| Takuro Fujii Ryosuke Irie Kosuke Kitajima Takeshi Matsuda | 4 × 100 m 4 nages    | 3 min 33 s 64      | 3e     | NC            | NC           | 3 min 31 s 26      | Médaille d'argent, Jeux olympiques  |

| Athlète                                           | Épreuve              | Séries        | Séries | Demi-finales  | Demi-finales | Finale              | Finale                              |
| Athlète                                           | Épreuve              | Temps         | Rang   | Temps         | Rang         | Temps               | Rang                                |
| ------------------------------------------------- | -------------------- | ------------- | ------ | ------------- | ------------ | ------------------- | ----------------------------------- |
| Natsumi Hoshi                                     | 100 m papillon       | 59 s 06       | 23e    | -             | -            | -                   | -                                   |
| Natsumi Hoshi                                     | 200 m papillon       | 2 min 08 s 04 | 6e     | 2 min 06 s 37 | 3e           | 2 min 05 s 48       | Médaille de bronze, Jeux olympiques |
| Hanae Ito                                         | 200 m nage libre     | 1 min 58 s 93 | 15e    | 1 min 59 s 62 | 16e          | -                   | -                                   |
| Izumi Kato                                        | 200 m 4 nages        | 2 min 13 s 85 | 14e    | 2 min 14 s 47 | 14e          | -                   | -                                   |
| Yuka Kato                                         | 100 m papillon       | 58 s 72       | 15e    | 58 s 26       | 11e          | -                   | -                                   |
| Yayoi Matsumoto                                   | 50 m nage libre      | 25 s 73       | 35e    | -             | -            | -                   | -                                   |
| Mina Matsushima                                   | 100 m brasse         | 1 min 07 s 69 | 14e    | 1 min 08 s 26 | 16e          | -                   | -                                   |
| Miyu Otsuka                                       | 200 m dos            | 2 min 11 s 65 | 21e    | -             | -            | -                   | -                                   |
| Miyu Otsuka                                       | 400 m 4 nages        | 4 min 39 s 13 | 12e    | NC            | NC           | -                   | -                                   |
| Satomi Suzuki                                     | 100 m brasse         | 1 min 07 s 08 | 6e     | 1 min 07 s 10 | 7e           | 1 min 06 s 46       | Médaille de bronze, Jeux olympiques |
| Satomi Suzuki                                     | 200 m brasse         | 2 min 23 s 22 | 3e     | 2 min 22 s 40 | 3e           | 2 min 20 s 72 (=RA) | Médaille d'argent, Jeux olympiques  |
| Miho Takahashi                                    | 400 m 4 nages        | 4 min 45 s 10 | 20e    | NC            | NC           | -                   | -                                   |
| Aya Takano                                        | 400 m nage libre     | 4 min 12 s 33 | 26e    | NC            | NC           | -                   | -                                   |
| Aya Terakawa                                      | 100 m dos            | 59 s 82       | 4e     | 59 s 34       | 3e           | 58 s 83 (RA)        | Médaille de bronze, Jeux olympiques |
| Haruka Ueda                                       | 100 m nage libre     | 54 s 35       | 12e    | 54 s 59       | 16e          | -                   | -                                   |
| Kanako Watanabe                                   | 200 m brasse         | 2 min 26 s 38 | 12e    | 2 min 27 s 32 | 14e          | -                   | -                                   |
| Hanae Ito Yayoi Matsumoto Miki Uchida Haruka Ueda | 4 × 100 m nage libre | 3 min 38 s 06 | 5e     | NC            | NC           | 3 min 37 s 96       | 7e                                  |
| Hanae Ito Yayoi Matsumoto Aya Takano Haruka Ueda  | 4 × 200 m nage libre | 7 min 54 s 56 | 8e     | NC            | NC           | 7 min 56 s 73       | 8e                                  |
| Yuka Kato Satomi Suzuki Aya Terakawa Haruka Ueda  | 4 × 100 m 4 nages    | 3 min 57 s 87 | 2e     | NC            | NC           | 3 min 55 s 73       | Médaille de bronze, Jeux olympiques |

### Nage en eau libre
| Athlète        | Épreuve      | Finale            | Finale |
| Athlète        | Épreuve      | Temps             | Rang   |
| -------------- | ------------ | ----------------- | ------ |
| Yasunari Hirai | 10 km hommes | 1 h 51 min 20 s 1 | 15e    |
| Yumi Kida      | 10 km femmes | 1 h 58 min 59 s 1 | 13e    |

## Natation synchronisée
| Athlètes | Compétition | Programme technique            | Programme technique | Programme libre (qualifications) | Programme libre (qualifications) | Programme libre (qualifications) | Programme libre (finale)       | Programme libre (finale)  | Programme libre (finale) |
| Athlètes | Compétition | Points                         | Rang                | Points                           | Total (technique + libre)        | Rang                             | Points                         | Total (technique + libre) | Rang                     |
| --- | ----------- | ------------------------------ | ------------------- | -------------------------------- | -------------------------------- | -------------------------------- | ------------------------------ | ------------------------- | ------------------------ |
| Yukiko Inui Chisa Kobayashi                                                                                               | Duo         | 93 s 200 (46 s 400 ; 46 s 800) | 5e                  | 93 s 200 (46 s 470 ; 46 s 730)   | 186 s 400                        | 5e                               | 93 s 540 (46 s 770 ; 46 s 770) | 186 s 740                 | 5e                       |
| Yumi Adachi Aika Hakoyama Yukiko Inui Mayo Itoyama Chisa Kobayashi Risako Mitsui Mai Nakamura Mariko Sakai Kurumi Yoshida | Ballet      | 93 s 800 (46 s 800 ; 47 s 000) | 5e                  | NC                               | NC                               | NC                               | 93 s 830 (46 s 760 ; 47 s 070) | 187 s 630                 | 5e                       |

## Plongeon
| Épreuves        | Athlètes | Résultat |
| --------------- | -------- | -------- |
| Individuel 3 m  | Aucun    | -        |
| Individuel 10 m | Aucun    | -        |
| Synchro 3 m     | Aucun    | -        |
| Synchro 10 m    | Aucun    | -        |

| Épreuves        | Athlètes     | Résultat |
| --------------- | ------------ | -------- |
| Individuel 3 m  | Aucun        | -        |
| Individuel 10 m | Mai Nakagawa |          |
| Synchro 3 m     | Aucun        | -        |
| Synchro 10 m    | Aucun        | -        |

## Tennis de table
Hommes
| Athlète                                | Compétition | Tour préliminaire | 1er tour         | 2e tour          | 3e tour          | 4e tour          | Quarts de finale | Demi-finales     | Finale           | Finale |
| Athlète                                | Compétition | Adversaire Score  | Adversaire Score | Adversaire Score | Adversaire Score | Adversaire Score | Adversaire Score | Adversaire Score | Adversaire Score | Rang   |
| -------------------------------------- | ----------- | ----------------- | ---------------- | ---------------- | ---------------- | ---------------- | ---------------- | ---------------- | ---------------- | ------ |
| Seiya Kishikawa                        | Simple      |                   |                  |                  |                  |                  |                  |                  |                  |        |
| Jun Mizutani                           | Simple      |                   |                  |                  |                  |                  |                  |                  |                  |        |
| Seiya Kishikawa Jun Mizutani Koki Niwa | Par équipes | NC                |                  | NC               | NC               | NC               |                  |                  |                  |        |

Femmes
| Athlète                                   | Compétition | Tour préliminaire | 1er tour         | 2e tour          | 3e tour          | 4e tour          | Quarts de finale | Demi-finales     | Finale           | Finale |
| Athlète                                   | Compétition | Adversaire Score  | Adversaire Score | Adversaire Score | Adversaire Score | Adversaire Score | Adversaire Score | Adversaire Score | Adversaire Score | Rang   |
| ----------------------------------------- | ----------- | ----------------- | ---------------- | ---------------- | ---------------- | ---------------- | ---------------- | ---------------- | ---------------- | ------ |
| Ai Fukuhara                               | Simple      |                   |                  |                  |                  |                  |                  |                  |                  |        |
| Kasumi Ishikawa                           | Simple      |                   |                  |                  |                  |                  |                  |                  |                  |        |
| Ai Fukuhara Sayaka Hirano Kasumi Ishikawa | Par équipes | NC                |                  | NC               | NC               | NC               |                  |                  |                  |        |

## Tir
Hommes
| Athlète          | Compétition                  | Qualification | Qualification | Finale | Finale |
| Athlète          | Compétition                  | Points        | Rang          | Points | Rang   |
| ---------------- | ---------------------------- | ------------- | ------------- | ------ | ------ |
| Tomoyuki Matsuda | Pistolet à 50 m              |               |               |        |        |
| Midori Yajima    | Carabine à 50 m 3 positions  |               |               |        |        |
| Midori Yajima    | Carabine à 50 m tir couché   |               |               |        |        |
| Midori Yajima    | Carabine à 10 m air comprimé |               |               |        |        |

Femmes
| Athlète        | Compétition                  | Qualification | Qualification | Finale | Finale |
| Athlète        | Compétition                  | Points        | Rang          | Points | Rang   |
| -------------- | ---------------------------- | ------------- | ------------- | ------ | ------ |
| Yukari Konishi | Pistolet à 25 m              |               |               |        |        |
| Yukari Konishi | Pistolet à 10 m air comprimé | 377           | 31e           |        |        |
| Yukie Nakayama | Trap                         |               |               |        |        |

## Tir à l'arc
Hommes
| Athlète                                    | Compétition        | Tour préliminaire | Tour préliminaire | 1er tour         | 2e tour          | 3e tour          | Quarts de finale | Demi-finales     | Finale           | Finale |
| Athlète                                    | Compétition        | Score             | Rang              | Adversaire Score | Adversaire Score | Adversaire Score | Adversaire Score | Adversaire Score | Adversaire Score | Rang   |
| ------------------------------------------ | ------------------ | ----------------- | ----------------- | ---------------- | ---------------- | ---------------- | ---------------- | ---------------- | ---------------- | ------ |
| Takaharu Furukawa                          | Individuel hommes  |                   |                   |                  |                  |                  |                  |                  |                  |        |
| Yu Ishizu                                  | Individuel hommes  |                   |                   |                  |                  |                  |                  |                  |                  |        |
| Hideki Kikuchi                             | Individuel hommes  |                   |                   |                  |                  |                  |                  |                  |                  |        |
| Takaharu Furukawa Yu Ishizu Hideki Kikuchi | Par équipes hommes |                   |                   | NC               | NC               |                  |                  |                  |                  |        |

Femmes
| Athlète                                | Compétition        | Tour préliminaire | Tour préliminaire | 1er tour         | 2e tour          | 3e tour          | Quarts de finale | Demi-finales     | Finale           | Finale |
| Athlète                                | Compétition        | Score             | Rang              | Adversaire Score | Adversaire Score | Adversaire Score | Adversaire Score | Adversaire Score | Adversaire Score | Rang   |
| -------------------------------------- | ------------------ | ----------------- | ----------------- | ---------------- | ---------------- | ---------------- | ---------------- | ---------------- | ---------------- | ------ |
| Ren Hayakawa                           | Individuel femmes  |                   |                   |                  |                  |                  |                  |                  |                  |        |
| Miki Kanie                             | Individuel femmes  |                   |                   |                  |                  |                  |                  |                  |                  |        |
| Kaori Kawanaka                         | Individuel femmes  |                   |                   |                  |                  |                  |                  |                  |                  |        |
| Ren Hayakawa Miki Kanie Kaori Kawanaka | Par équipes femmes |                   |                   | NC               | NC               |                  |                  |                  |                  |        |

## Triathlon
| Athlètes         | Compétition | Natation (1,5 km) | Transition 1 | Vélo (40 km)    | Transition 2 | Course (10 km) | Temps           | Résultat |
| ---------------- | ----------- | ----------------- | ------------ | --------------- | ------------ | -------------- | --------------- | -------- |
| Hommes           |             |                   |              |                 |              |                |                 |          |
| Yuichi Hosoda    | Hommes      | 18 h 06           | 0 h 43       | 59 h 37         | 0 h 31       | 32 h 43        | 1 h 51 min 40 s | 43e      |
| Hirokatsu Tayama | Hommes      | 17 h 24           | 0 h 44       | 58 h 45         | 0 h 34       | 31 h 57        | 1 h 49 min 24 s | 20e      |
| Femmes           |             |                   |              |                 |              |                |                 |          |
| Mariko Adachi    | Femmes      | 18 h 25           | 0 h 44       | 1 h 06 min 29 s | 0 h 35       | 35 h 51        | 2 h 02 min 04 s | 14e      |
| Juri Ide         | Femmes      | 19 h 46           | 0 h 43       | 1 h 06 min 56 s | 0 h 35       | 36 h 43        | 2 h 04 min 43 s | 34e      |
| Ai Ueda          | Femmes      | 20 h 48           | 0 h 45       | 1 h 09 min 42 s | 0 h 31       | 34 h 48        | 2 h 06 min 34 s | 39e      |

## Voile
| Athlète(s)                    | Compétition | Régate 1 | Régate 2 | Régate 3 | Régate 4 | Régate 5 | Régate 6 | Régate 7 | Régate 8 | Régate 9 | Régate 10 | Total net | Total net | Medal Race | Total | Rang |
| Athlète(s)                    | Compétition | Score    | Score    | Score    | Score    | Score    | Score    | Score    | Score    | Score    | Score     | Score     | Rang      | Score      | Total | Rang |
| ----------------------------- | ----------- | -------- | -------- | -------- | -------- | -------- | -------- | -------- | -------- | -------- | --------- | --------- | --------- | ---------- | ----- | ---- |
| Makoto Tomizawa               | RS:X        | 25       | 25       | 25       | 29       | 24       | 26       | 34       | 30       | 21       | 4         | 209       | 28e       | -          | -     | -    |
| Ryunosuke Harada Yugo Yoshida | 470         | 19       | 12       | 25       | 12       | 7        | 11       | 21       | 17       | 17       | 15        | 131       | 18e       | -          | -     | -    |

| Athlète(s)             | Compétition  | Régate 1 | Régate 2 | Régate 3 | Régate 4 | Régate 5 | Régate 6 | Régate 7 | Régate 8 | Régate 9 | Régate 10 | Total net | Total net | Medal Race | Total | Rang |
| Athlète(s)             | Compétition  | Score    | Score    | Score    | Score    | Score    | Score    | Score    | Score    | Score    | Score     | Score     | Rang      | Score      | Total | Rang |
| ---------------------- | ------------ | -------- | -------- | -------- | -------- | -------- | -------- | -------- | -------- | -------- | --------- | --------- | --------- | ---------- | ----- | ---- |
| Yuki Sunaga            | RS:X         | 19       | 23       | 22       | 22       | 22       | 24       | 22       | 20       | 18       | 12        | 180       | 21e       | -          | -     | -    |
| Manami Doi             | Laser Radial | 29       | 32       | 31       | 27       | 26       | 36       | 30       | 22       | 27       | 29        | 253       | 31e       | -          | -     | -    |
| Ai Kondo Wakako Tabata | 470          | 9        | 4        | 17       | 19       | 11       | 9        | 13       | 21 (DSQ) | 13       | 8         | 103       | 14e       | -          | -     | -    |

| Athlète                      | Compétition | Régate 1 | Régate 2 | Régate 3 | Régate 4 | Régate 5 | Régate 6 | Régate 7 | Régate 8 | Régate 9 | Régate 10 | Régate 11 | Régate 12 | Régate 13 | Régate 14 | Régate 15 | Total net | Total net | Medal Race | Total | Rang |
| Athlète                      | Compétition | Score    | Score    | Score    | Score    | Score    | Score    | Score    | Score    | Score    | Score     | Score     | Score     | Score     | Score     | Score     | Score     | Rang      | Score      | Total | Rang |
| ---------------------------- | ----------- | -------- | -------- | -------- | -------- | -------- | -------- | -------- | -------- | -------- | --------- | --------- | --------- | --------- | --------- | --------- | --------- | --------- | ---------- | ----- | ---- |
| Yukio Makino Kenji Takahashi | 49er        | 16       | 13       | 17       | 14       | 18       | 11       | 18       | 16       | 18       | 18        | 14        | 15        | 6         | 2         | 10        | 188       | 18e       | -          | -     | -    |

## Volley-ball

### Beach-volley
| Athlète                           | Compétition      | Tour préliminaire | Classement | Rattrapage        | Huitièmes de finale | Quarts de finale  | Demi-finales      | Finale            | Finale |
| Athlète                           | Compétition      | Adversaires Score | Classement | Adversaires Score | Adversaires Score   | Adversaires Score | Adversaires Score | Adversaires Score | Rang   |
| --------------------------------- | ---------------- | --- | ---------- | ----------------- | ------------------- | ----------------- | ----------------- | ----------------- | ------ |
| Kentaro Asahi Katsuhiro Shiratori | Tournoi masculin | Poule B Battus par Dalhausser – Rogers (USA) 0 – 2 (15-21, 16-21) Battus par Beneš – Kubala (CZE) 1 – 2 (21-17, 12-21, 7-15) Battus par Gavira – Herrera (ESP) 0 – 2 (19-21, 20-22) | 4e         | -                 | -                   | -                 | -                 | -                 | -      |

### Volley-ball (indoor)

#### Tournoi féminin
Classement
Les quatre premières équipes de la poule sont qualifiées.
- Qualifiés pour les quarts de finale
- Éliminés

| # | Équipe                 | Pts | J | G | Gt | Pt | P | Sp | Sc | Ratio | Pp  | Pc  | Ratio |
| 1 | Russie                 | 14  | 5 | 4 | 1  | 0  | 0 | 15 | 4  | 3.75  | 459 | 352 | 1.304 |
| 2 | Italie                 | 13  | 5 | 4 | 0  | 1  | 0 | 14 | 5  | 2.8   | 444 | 368 | 1.207 |
| 3 | Japon                  | 9   | 5 | 3 | 0  | 0  | 2 | 11 | 6  | 1.833 | 401 | 335 | 1.197 |
| 4 | République dominicaine | 6   | 5 | 2 | 0  | 0  | 3 | 8  | 9  | 0.889 | 374 | 362 | 1.033 |
| 5 | Grande-Bretagne        | 2   | 5 | 0 | 1  | 0  | 4 | 3  | 14 | 0.214 | 295 | 398 | 0.741 |
| 6 | Algérie                | 1   | 5 | 0 | 0  | 1  | 4 | 2  | 15 | 0.133 | 252 | 410 | 0.615 |

Matchs
Quart de finale
Demi-finale
Petite finale